# رودریگو دوترته
رودریگو روآ دوترته (تاگالوگ: Rodrigo Roa Duterte؛ زاده ۲۸ مارس ۱۹۴۵) ملقب به رودی (Rody) یا دیگونگ (Digong)، وکیل و سیاستمدار اهل فیلیپین است. او بین سال‌های ۲۰۱۶ تا ۲۰۲۲ رئیس‌جمهور فیلیپین بود. دوره ریاست جمهوری او از همان آغاز بسیار جنجالی و بحث‌برانگیز بود.
وی پیش از رسیدن به ریاست‌جمهوری، شهردار داوائو سیتی بوده است.

## اصالت
رودریگو دوترته در خانواده‌ای از سیاستمداران پر نفوذ زاده شد. او سالمندترین شخص و نخستین فرد از اهالی منطقه میندانائو در جنوب فیلیپین است که به ریاست‌جمهوری فیلیپین رسیده‌است. میندانائو از مناطق توسعه نیافته و فقیر در جنوب فیلیپین است که با شورش و ناامنی دست به گریبان بوده‌است.
او توانسته شبکه سیاسی قدرتمندی را تشکیل دهد. بطوریکه که پس از کناره‌گیری از سمت شهرداری داوائو سیتی، دخترش را به جای خود نشانده و به پسرش هم مقام معاونت شهردار را داده‌است.

## تحصیلات
رودریگو دوترته تحصیل کرده رشته حقوق است و سال‌ها در سمت وکیل مدافع و سپس در سمت دادستان فعالیت داشت.

## ویژگی‌ها
او به استفاده از بعضی واژه‌های مستهجن در ملاء مشهور است. استفاده از همین الفاظ مستهجن باعث شده که او برای بسیاری از مردم عادی جاذبه داشته باشد.
ساده زیستی و اعتراف او به داشتن روابط نامشروع متعدد و توهین به پاپ (در یک کشور کاتولیک مذهب)، عملاً بر این جاذبه افزوده و از او شخصیتی «خاکی» ساخته‌است. همسر آقای دوتریته شانزده سال پیش درگذشت و او با شریک زندگی فعلی خود رسماً ازدواج نکرده‌است.
دوترته از ارتباط نزدیکی خود با خانواده فردیناند مارکوس، دیکتاتور پیشین فیلیپین (۱۹۶۵ تا ۱۹۸۶) خبر داده‌است. او گفته‌است که سرانجام اجازه خواهد داد تا جسد فردیناند مارکوس به فیلپین منتقل و در گورستان ملی قهرمانان در مانیل، پایتخت، به خاک سپرده شود.

## پیش از ریاست جمهوری
دوترته پیش از ریاست‌جمهوری، به مدت بیست سال شهردار داوائو سیتی، بزرگترین منطقه میندانائو بود. او در زمان  شهرداری، جوخه‌های مرگ تشکیل داده بود که قاچاقچیان و اعضای گروه‌های تبهکار را به قتل برسانند. او در این سمت به فردی شهرت یافت که برای اعمال نظم و قانون، ترس و نگرانی از تخطی از برخی قوانین حقوق بشری ندارد. برخی از مخالفان، او را متهم کرده‌اند که در این دوران، دوترته با گروه‌های زیرزمینی که به قتل صدها نفر در داوائو متهم هستند، ارتباط داشته‌است. خود او این اتهام را گاهی تلویحاً پذیرفته و گاهی تکذیب کرده‌است. مجلس سنای فیلیپین مشغول رسیدگی به این موضوع است.

## ریاست جمهوری
رودریگو دوترته در جریان مبارزات انتخاباتی و پس از پیروزی، از برقراری مجدد مجازات اعدام برای جرایم جدی، توصیه به پلیس برای شلیک به افراد مسلح تحت تعقیب، انتقاد از طبقه روشنفکر و وعده پاکسازی تشکیلات دولتی از فساد حمایت کرده‌است. او به استفاده از بعضی واژه‌های مستهجن در ملاء مشهور است.
او در دوره ریاست‌جمهوری تهدید کرده بود مسئولان فاسد را از هلیکوپتر به پایین می‌اندازد و گفت قبلا هم این کار را کرده است.

## مبارزه با مواد مخدر
از زمان آغاز ریاست‌جمهوری وی، هفت هزار نفر فروشنده و مصرف‌کننده مواد مخدر (گاه به شکلی مرموز) کشته شده‌اند. نزدیک به هفتصد هزار نفر هم خود را به مأموران دولتی تسلیم کرده‌اند. او گفته، شخصاً مجرمان مواد مخدر را در شهر داوائو، کشته‌است.
او گفته بود: «هیتلر سه میلیون یهودی را کشت، فیلیپین سه میلیون معتاد به مواد مخدر دارد و من خوشحال می‌شوم همه را بکشم.» و «بر خلاف قربانیان هیتلر که بیگناه بودند، کسانی که او می‌کشد همگی جانی هستند.» و «ترجیح می‌دهد برای کشتن معتادان به‌جای صندلی الکتریکی که باعث مصرف برق می شود، آنان را به دار بیاویزد به نحوی که سرشان از تن جدا شود.»
در میانه این جنگ خونبار، بی‌گناهان بسیاری کشته شده‌اند. شیوه برخورد دولت دوترته با معتادان و تبهکاران با استقبال بسیاری از مردم فیلیپین مواجه شد که از گسترش اعتیاد و رواج جرم و جنایت در کشورشان گله دارند. اما همزمان، انتقادات شدیدی را در داخل و خارج از کشور به همراه داشت. منتقدان می‌گویند که این شیوه برخورد، باعث نهادینه شدن خشونت در جامعه و تضعیف امنیت اجتماعی می‌شود و مفاسد بیشتری را در پی خواهد آورد. رودریگو دوترته این منتقدان را «گروهی بیشعور از ناب‌ترین نوع آن» توصیف کرد.
انتشار تصاویر خشونت ماموران برای اجرای سیاست مبارزه با مخدر بازتاب جهانی داشت و باعث انتقاد پاپ فرانسیس، رهبر کلیسای واتیکان شدند.

## درگیری با دیگر کشورها

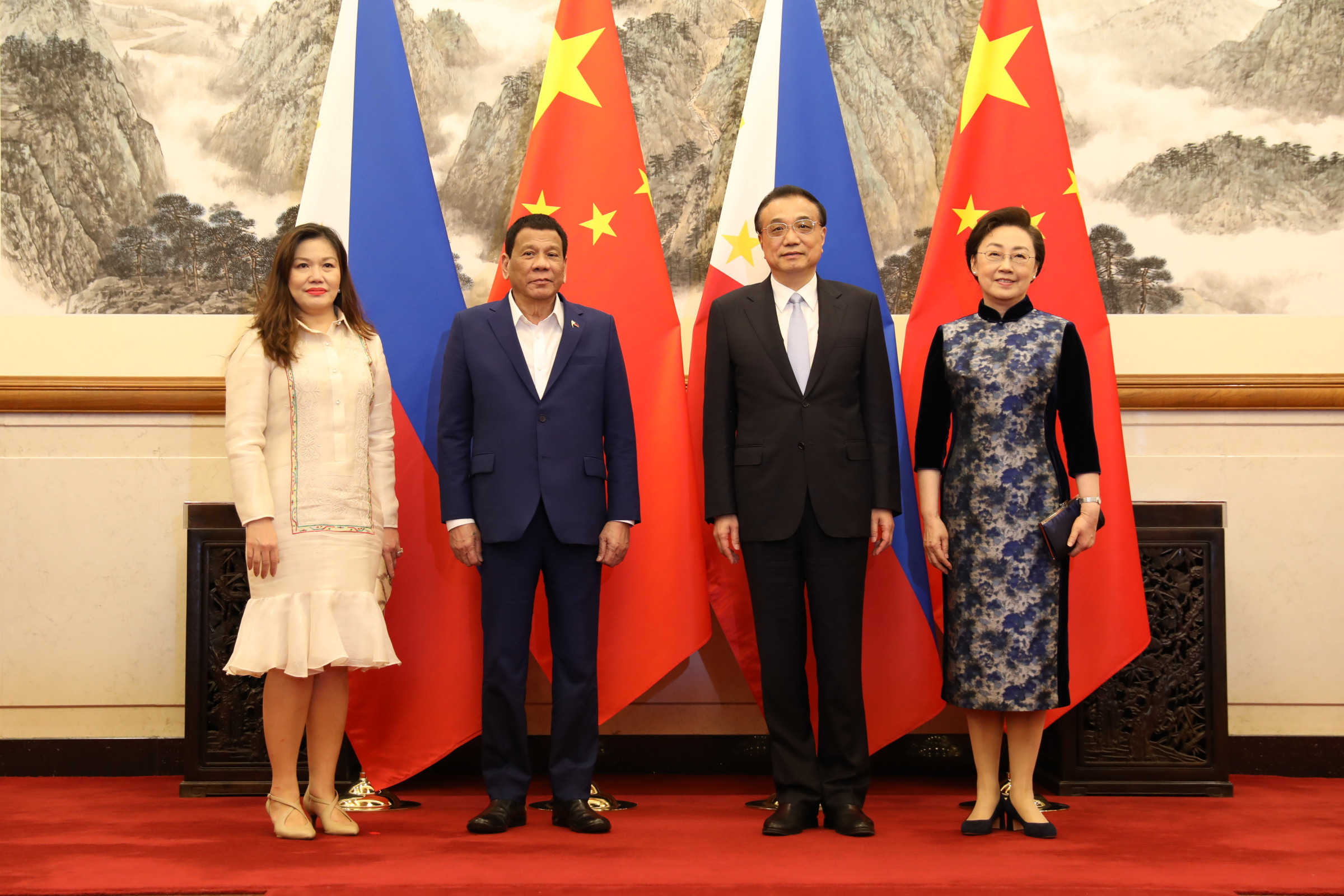
رئیس جمهور رودریگو روآ دوترته و شریک قدیمی‌اش سیلیتو "هونیلت" آوانسنا به چنگ هونگ، همسر نخست‌وزیر چین لی چیانگ

### اتحادیه اروپا
دوترته اتحادیه اروپا را به خاطر انتقاد از روش‌های خود، به دورویی متهم کرد. او می‌گوید که «آنها به جای خرده‌گیری از سیاست‌های دولت فیلیپین، بهتر است به وضعیت مهاجرانی که از خشونت در خاورمیانه گریخته و به آنان پناه آورده‌اند رسیدگی کنند.»

### جنگ عراق
در ژوئیه ۲۰۱۶ دوترته بریتانیا و ایالات متحده آمریکا را متهم کرد از طریق مداخلات خود تروریسم را وارد خاورمیانه کرده‌اند. او گفت: «آمریکا خاورمیانه را نابود کرد. بریتانیا و آمریکا اعتراف نمی‌کنند که به زور وارد عراق شده و صدام حسین را کشتند. اکنون به عراق بنگرید. ببینید چه بر سر لیبی آمده. ببینید چه بر سر سوریه آمده.»

### آمریکا
دو ترته، پیمان نظامی فیلیپین و آمریکا را هدف حمله قرار داده‌است.
او و باراک اوباما رئیس‌جمهور ایالات متحده آمریکا قرار بود در اجلاس ۲۰۱۶ انجمن ملل آسیای جنوب شرقی (آسه‌آن) با یکدیگر دیدار کنند. آمریکا اعلام کرد رئیس‌جمهور اوباما می خواهد درباره ۲۴۰۰ فیلیپنی که با جنگ دوترته در برابر مواد مخدر اعدام شده‌اند گفتگو کند. دوترته از موضوع جلسه انتقاد کرد و گفت «من دست نشانده آمریکا نیستم. من رئیس‌جمهور کشوری دارای اقتدار ملی هستم و به کسی جز مردم فیلیپین پاسخگو نیستم. سؤال و بیانیه از خود در نکنید. شما باید احترام بگذارید. حرامزاده، من تو را در این جلسه نفرین می‌کنم.» آمریکا جلسه را لغو کرد. اوباما طی یک کنفرانس مطبوعاتی در نشست گروه ۲۰ ۲۰۱۶ در هانگژو چین در خصوص لغو جلسه گفت: «می‌خواهم مطمئن باشم که اگر جلسه‌ای دارم، در عمل سازنده خواهد بود و کاری انجام خواهیم داد.»

## جنایات علیه بشریت
دوترته در ۱۱ مارس ۲۰۲۵ پس از بازگشت از هنگ کنگ در هنگام ورود به فرودگاه مانیل دستگیر و به هلند فرستاده شد. این دستگیری به دنبال حکم دیوان کیفری بین‌المللی بود که او را به جنایات علیه بشریت در رابطه با با کمپین جنجالی «جنگ علیه مواد مخدر» بود که در دوران ریاست‌جمهوری به راه انداخته بود. دوترته مشروعیت حکم را زیر سؤال برد و تاکید کرد که هرگونه تعقیب قضایی باید در فیلیپین انجام شود. حامیان وی در پایگاه هوایی ویلامور جایی که او بازداشت شد، تجمع کردند. در حالی که فعالان، دستگیری او را به عنوان یک لحظه مهم برای عدالت ستایش کردند. دیوان کیفری بین‌المللی صلاحیت رسیدگی به جنایات ادعایی انجام شده پیش از خروج فیلیپین از دادگاه در سال ۲۰۱۹ را حفظ می‌کند. عملیات‌های ضد مواد مخدر دوترته منجر به مرگ هزاران نفر عمدتاً در میان مردان فقیر شهری شد که محکومیت بین‌المللی را به دلیل نقض حقوق بشر برانگیخت.

## زندگی شخصی
دوتریته در سال ۱۹۷۳ با الیزابت زیمرمن که یک مهماندار هواپیما بود ازدواج کرد و در سال ۲۰۰۰ از او جدا شد. او با شریک زندگی کنونی خود رسماً ازدواج نکرده‌است.